# Humski dani poezije
Humski dani poezije su najveća hercegovačka pjesnička manifestacija književnosti na hrvatskom jeziku.
Održavaju se od 2001. godine. Mjesto održavanje je Mostar, u Hrvatskom domu Herceg Stjepan Kosača.
Do danas su na Humskim danima sudjelovali ovi pjesnici, članovi DHK HB: Slavo Antin Bago (Mostar), Marina Kljajo-Radić, Ljubo Krmek (Čapljina), Fabijan Lovrić (Knin), Srećko Marijanović (Stolac), Pero Pavlović (Neum), Miljenko Stojić (Široki Brijeg), Ružica Soldo (Široki Brijeg), Mara Cica Šakotić (Mostar), Andrija Vučemil (Rijeka), Borislav Arapović (Švedska), Mile Pešorda (Zagreb), Finka Filipović (Travnik) i dr.  
Gostovali su pjesnici Branko Antunović, Hrvoje Barbir (Ploče), Darko Juka (Mostar), Toni Krilić (Ploče), Damir Šetka (Ploče), Nikola Marinović (Zadar), Grgo Mikulić (Široki Brijeg), Lidija Pavlović-Grgić (Mostar), Jozefina Pranjić (Mostar), Jelena Tadijanović (Ploče), Zijada Zekić (Mostar), Vera Stanić te mladi pjesnici Viktorija Aničić (Mostar), Šima Majić (Tomislavgrad), Mirana Rogić (Mostar) te Ante Ćorlukić.
U sklopu ove manifestacije se od 2007. godine održava znanstveni skup Ikavski skup koji se bavi proučavanjem i promicanjem ikavskog govora hrvatskog jezika. Vodi ga Antun Lučić u suradnji s Odjelom za književnost Filozofskog fakulteta u Mostaru. Na njemu su do danas sudjelovali: Ljubo Krmek, Kristina Posavac, Marko Primorac, Maja Tomas, Antun Lučić, Ilija Protuđer, Vlado Marić, Josip Grbeša, Nikolina Pandža, Slavo Antin Bago, Miljenko Stojić, Vera Stojić, Vendelin Karačić, Frano Vukoja i Martina Pušić i drugi.